# Катінка Хоссу
Катінка Хоссу (угор. Hosszú Katinka; нар. 3 травня 1989 (35 років) , Печ ) — угорська плавчиня, 3-разова олімпійська чемпіонка, 11-разова чемпіонка світу (5 разів в 50-метровому басейні і 6 разів в 25-метровому), 19-разова чемпіонка Європи, багаторазова чемпіонка Угорщини. Спеціалізується на плаванні вільним стилем, батерфляєм і комплексним плаванням на дистанціях 50, 100, 200 і 400 метрів.
Багаторазова чемпіонка світу. Представляла Угорщину на трьох Олімпійських іграх. Тренується в Університеті Південної Каліфорнії.

## Особисте життя

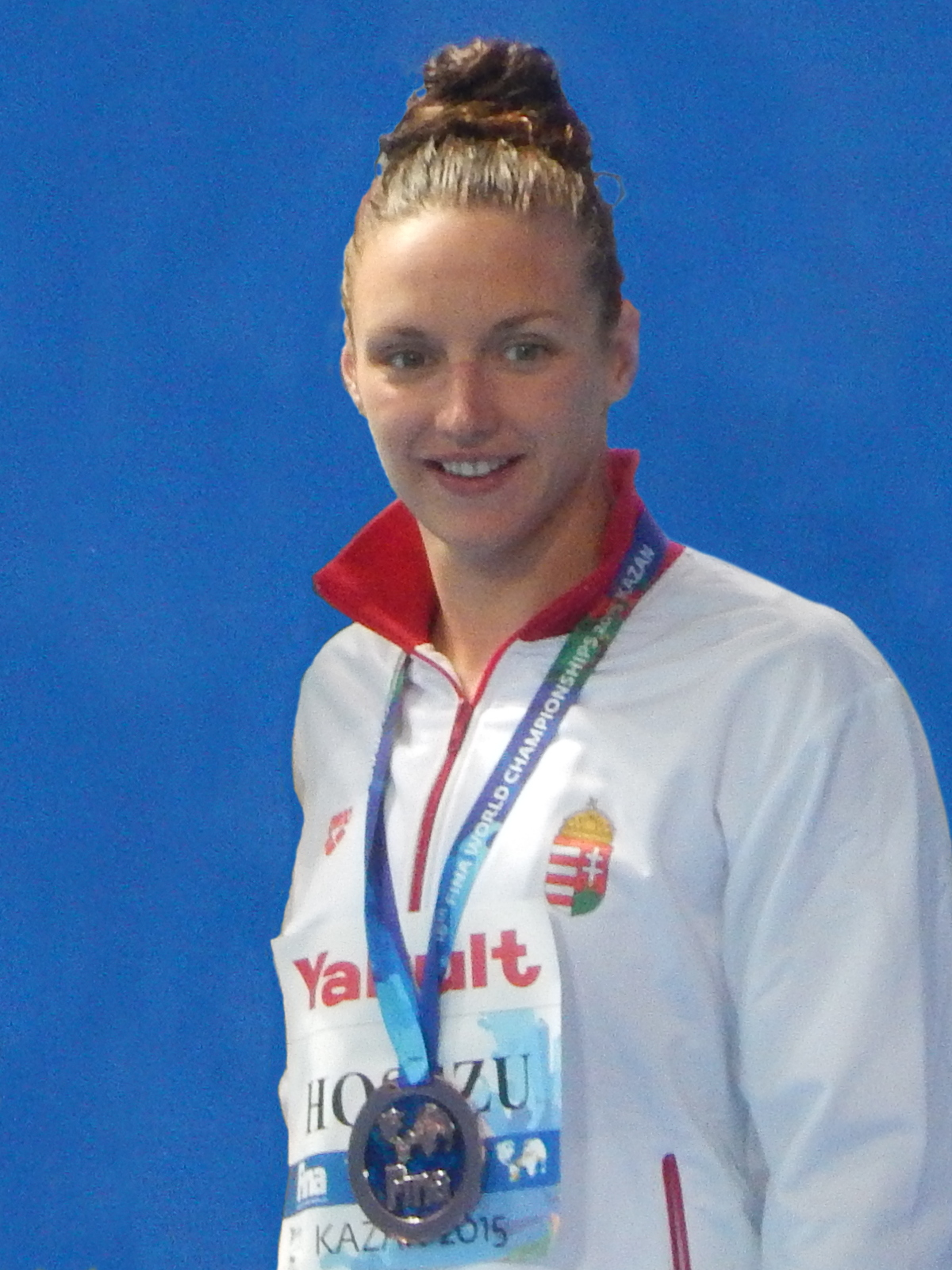
Хоссу Катінка у 2015 році

У період з 1996 по 2002 рік була ученицею початкової школи Ба́йя. Закінчила середню школу в 2008 році. З осені 2008 року в Лос-Анджелесі в Університеті Південної Каліфорнії була студентом психології.
22 серпня 2013 вийшла заміж за свого тренера Шейна Тусупа.

## Кар'єра
2003-2008
У 2003 році стала чемпіонкою Угорщини на дистанцію 400 м, змішаним стилем. В 2004 році дебютувала у дорослому міжнародному змаганні — Олімпійських іграх. 200 м вільним стилем 2: 04.22 хвилин. Юнацький чемпіонат Європи — золота медаль.
У 2004 на черговому Чемпіонаті Європи у Відні виборола свої перші медалі серед дорослих.
На Юнацькому чемпіонаті Європи у 2005 році, здобула 3 золоті медалі.
2009-2011
Реальний успіх був у Римі 2009 року. По-перше, 27 липня на 200-метровій дистанції здобула бронзу у комплексному стилі, а 30 липня також здобула бронзу на цій же дистанції, тільки батерфляєм. Останній день забезпечив найбільший сюрприз: на 400 м комплексним плаванням — здобуває золоту медаль.
2010 року Чемпіонат світу в Будапешті на 400-метрах завойовує срібну медаль у запливі комплексом, а також 3 золотих медалі (батерфляй, комплекс, естафета).
2011-2012
В кінці 2011 року вона була членом європейської збірної.
У 2012 році на Чемпіонаті Європи 200 м батерфляй, а також 200 і 400 м комплексом завоювала золоті медалі. На естафеті 4×200 м — срібло.
Надалі тренером Катінки Хоссу став Шейн Тусуп.
Восени 2012 року на Кубку Світу в загальному заліку посіла перше місце серед жінок.
2012 року на чемпіонаті Європи на короткій дистанції виборола 3 — золоті і одну срібну медаль.
2013
З січня 2013 року вона стала членом комітету спортсменів угорської федерації плавання.
2013 на Чемпіонаті світу в Барселоні завоювала дві золоті медалі на дистанціях 200 і 400 м комплексним плаванням, також одну бронзову медаль на 200 м батерфляєм: Наприкінці року, обрана в 2013 році найкращою європейською плавчинею (угор) .
2073-го року також був Чемпіонат Європи на короткій дистанції, де плавчиня здобула 4 медалі.
2015
У травні 2015 року вебсайт американського плавання World опублікував статтю, в якій автор, Кейсі Барретт стверджував, що плавчиня вживає допінг. Стаття викликала переполох в угорській пресі і спортивному житті країни ; Президент Угорської федерації плавання Gyárfás Tamás відхилив заяву про застосування допінгу. Катінка Хоссу в прес-релізі відповідаючи на опубліковану в письмовому вигляді статтю, сказала, «ніколи не отримувала допінгу..» В листопаді 2015 року подала до суду штату Аризона за наклеп.
Чемпіонат світу 2015-го року в Казані: 3 медалі, з яких дві золоті на дистанціях 200 і 400 м комплексним плаванням, і одна бронза за дистанцію 200 м на спині.